# Quercus macranthera
Quercus macranthera är en bokväxtart som beskrevs av Fisch., Carl Anton von Meyer och Rudolph Friedrich Hohenacker. Quercus macranthera ingår i släktet ekar, och familjen bokväxter. De svenska trivialnamnen persisk ek,  	kejsarek och kungsek används för arten.
Arten förekommer i Kaukasus samt i andra bergstrakter i Libanon, Turkiet, Syrien, Irak och Iran. Den växer i regioner som ligger 1000 till 1900 meter över havet. Quercus macranthera ingår i torra skogar. Den ställer allmänt inga krav på jordarten.
I de flesta regioner förekommer inga hot mot beståndet. I områden med längre torka som i norra Iran före 2005 kan skogarna där arten ingår minska. Ibland drabbas Quercus macranthera av skadedjur som äpplerödgump och Curculio glandium eller av skadliga svampar som honungsskivling. Trädet är vanligt förekommande och därför listas arten av IUCN som livskraftig (LC).

## Underarter
Arten delas in i följande underarter:
- Q. m. macranthera
- Q. m. syspirensis

## Bildgalleri

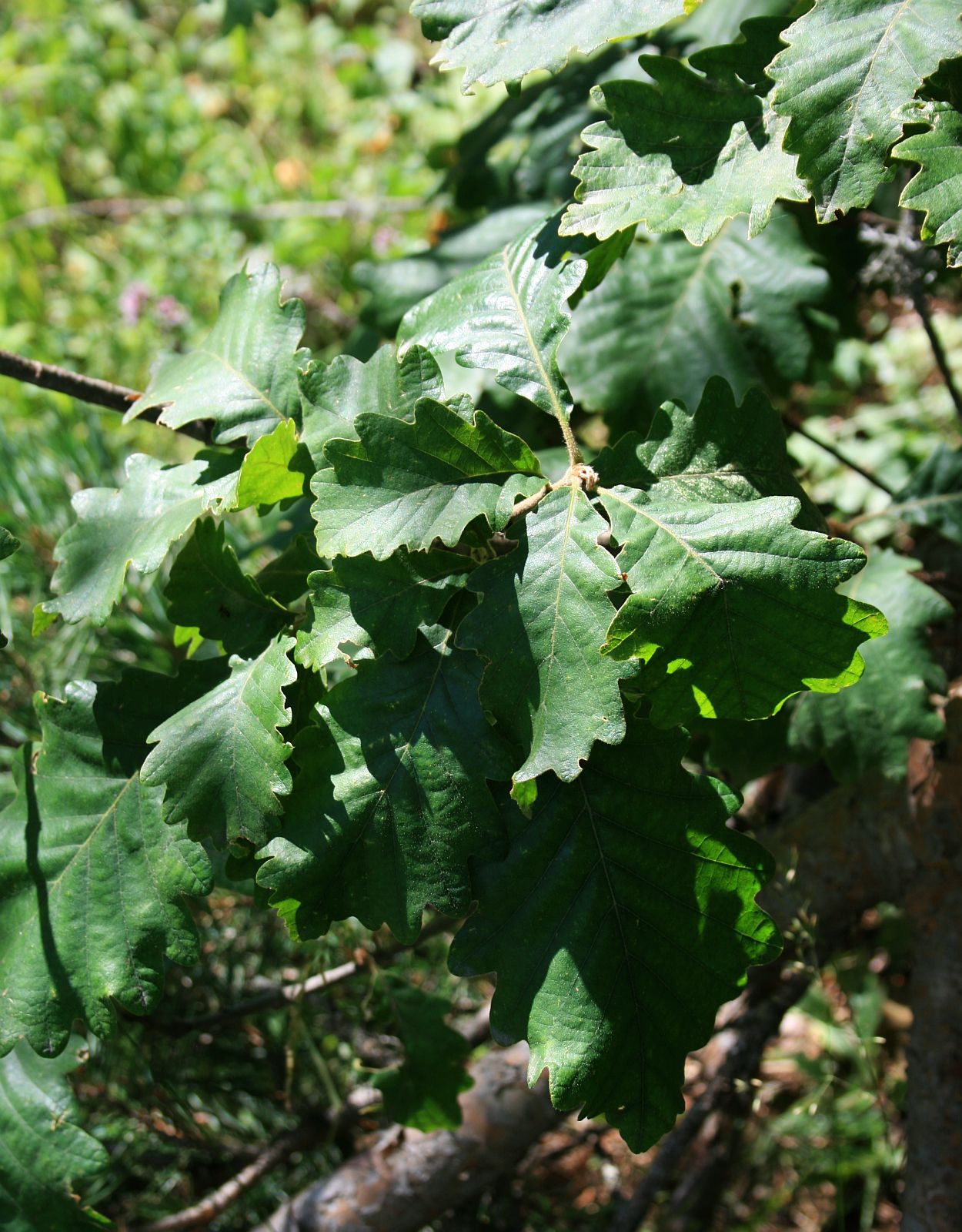
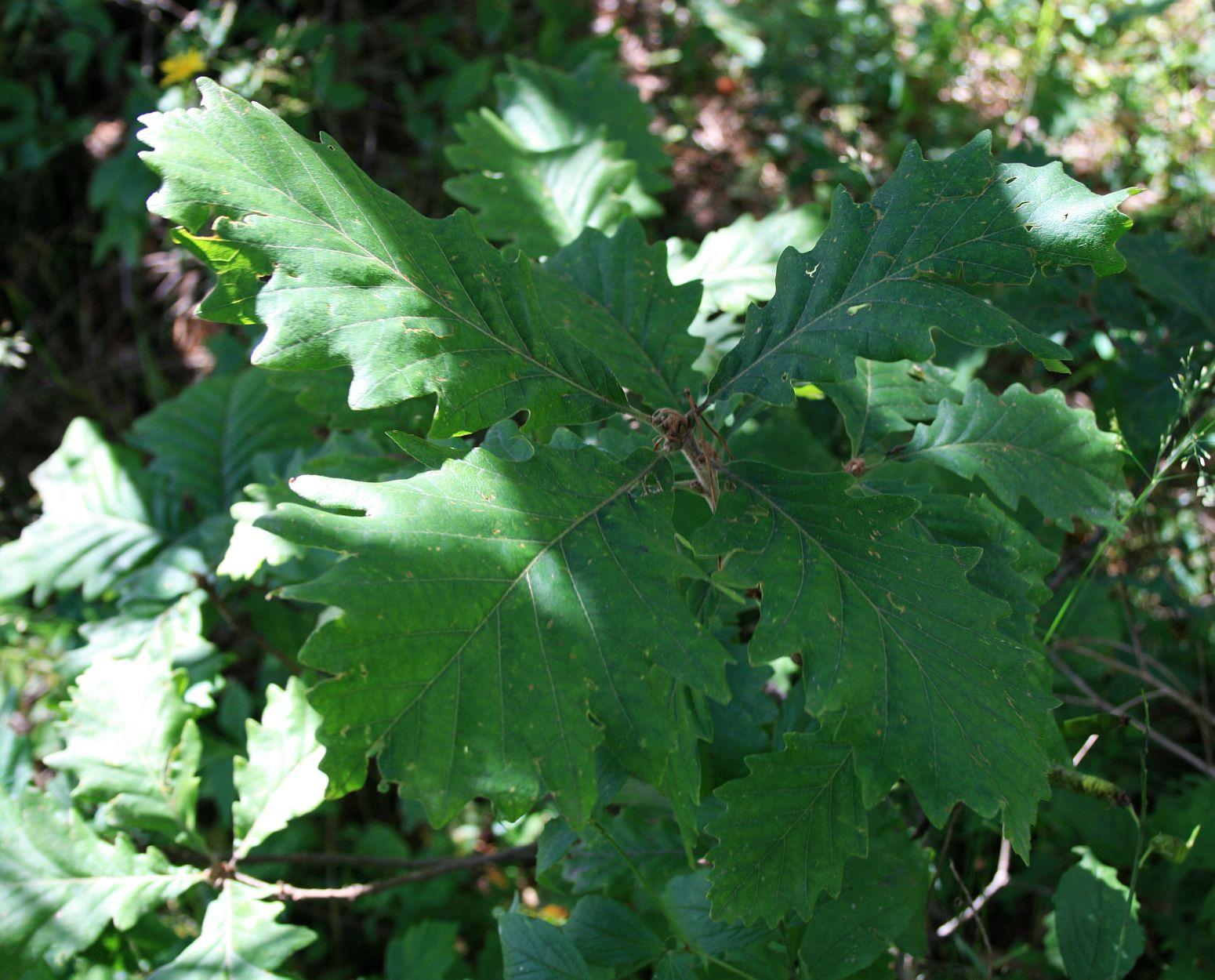
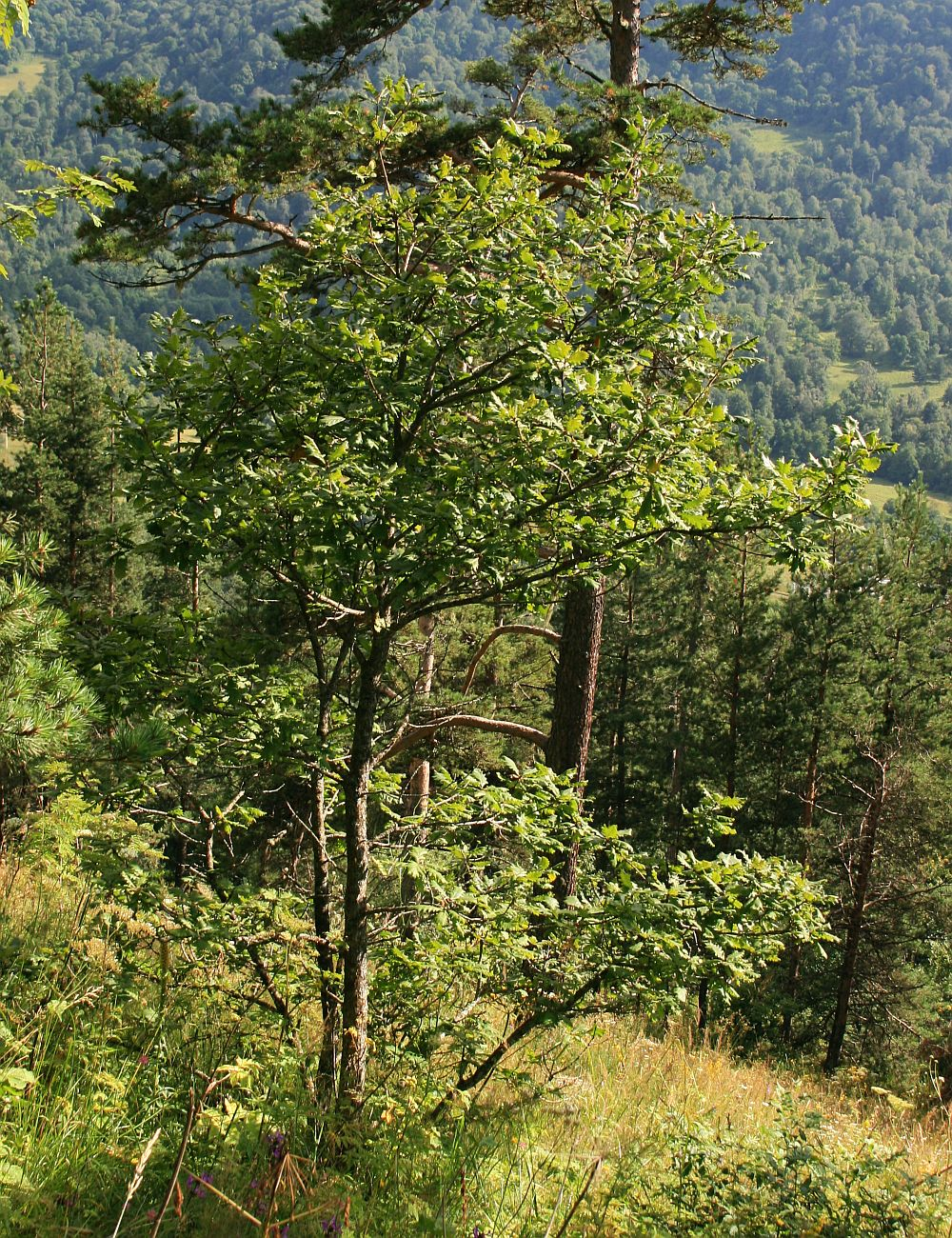
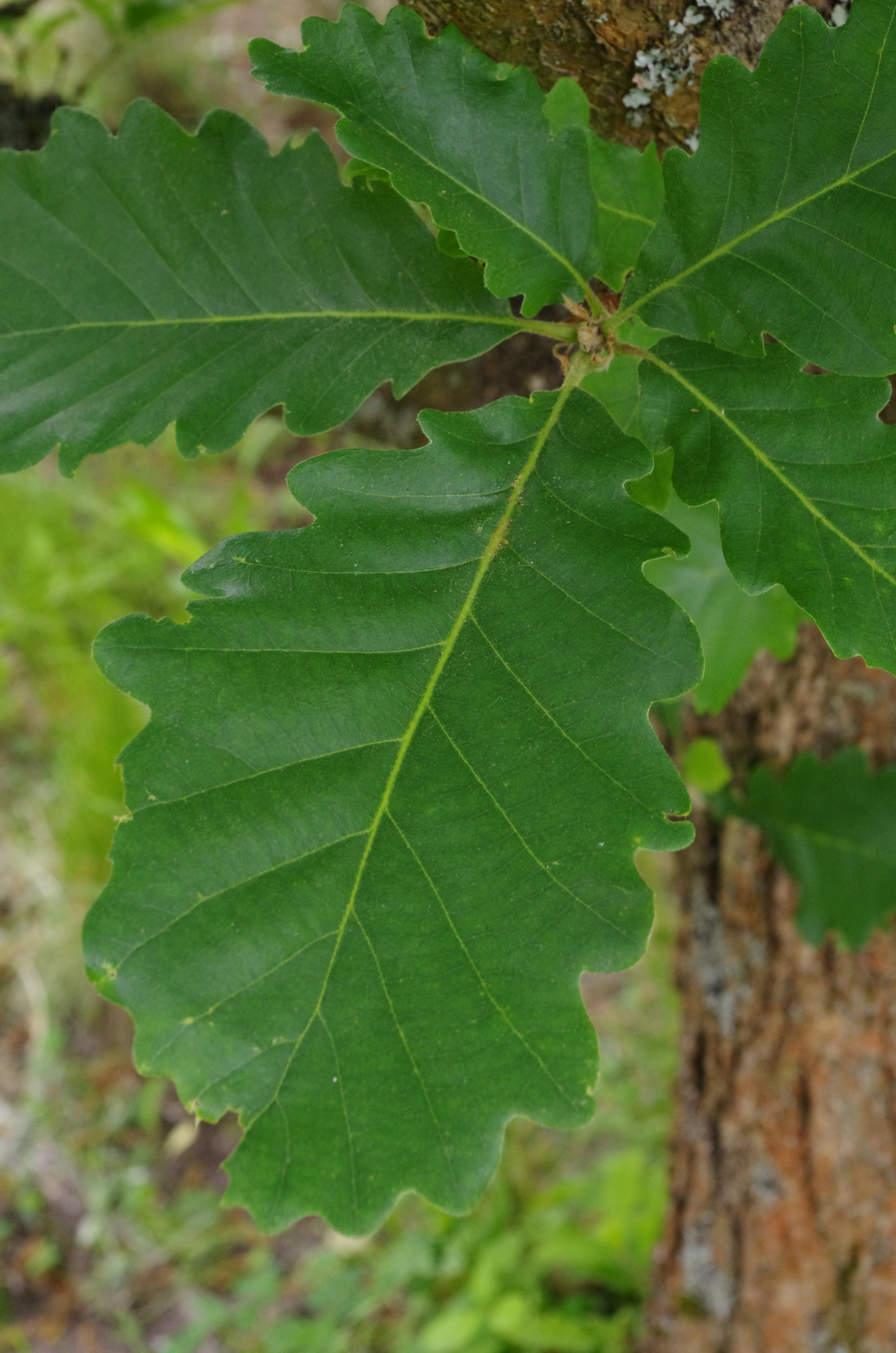
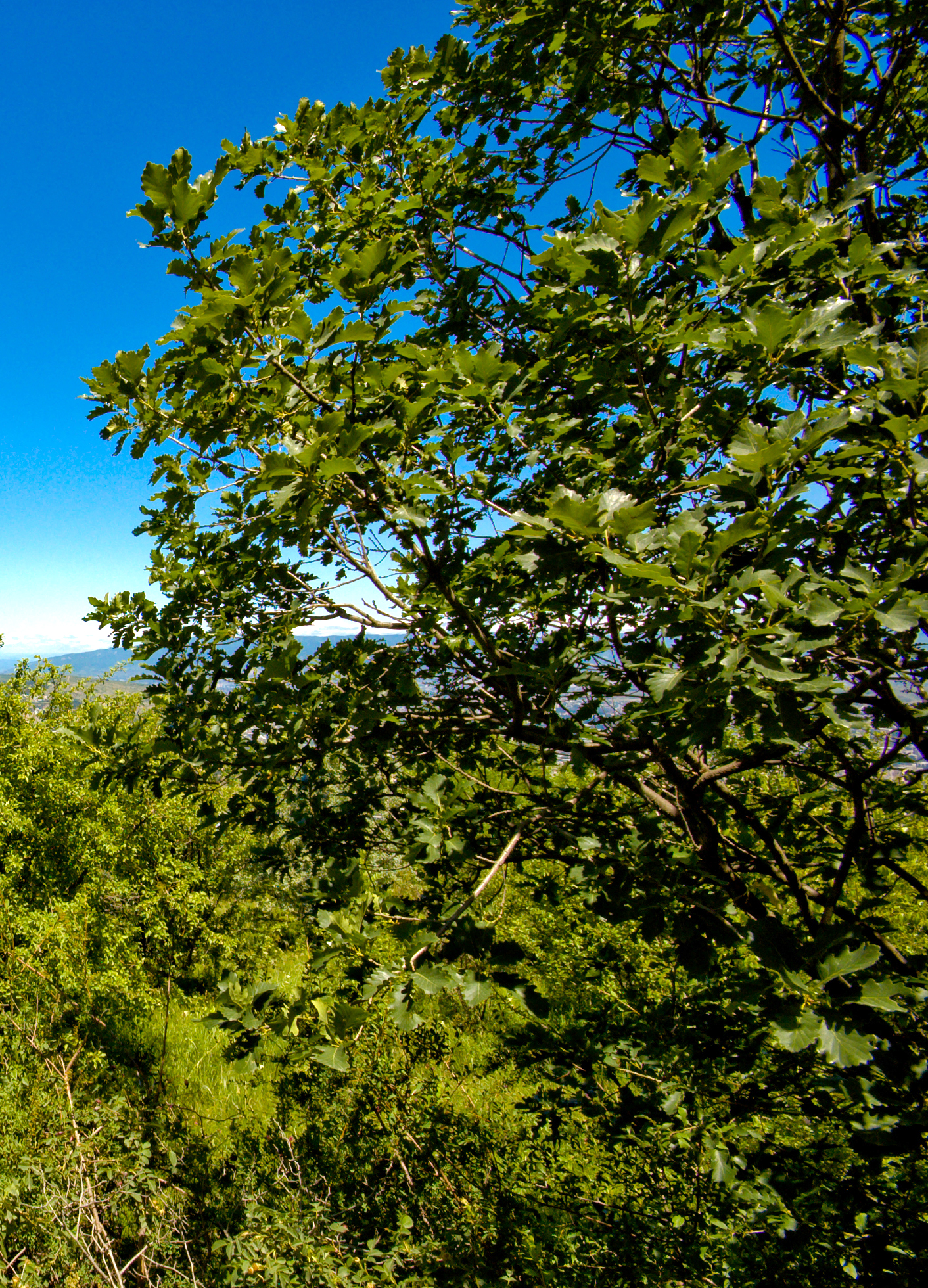
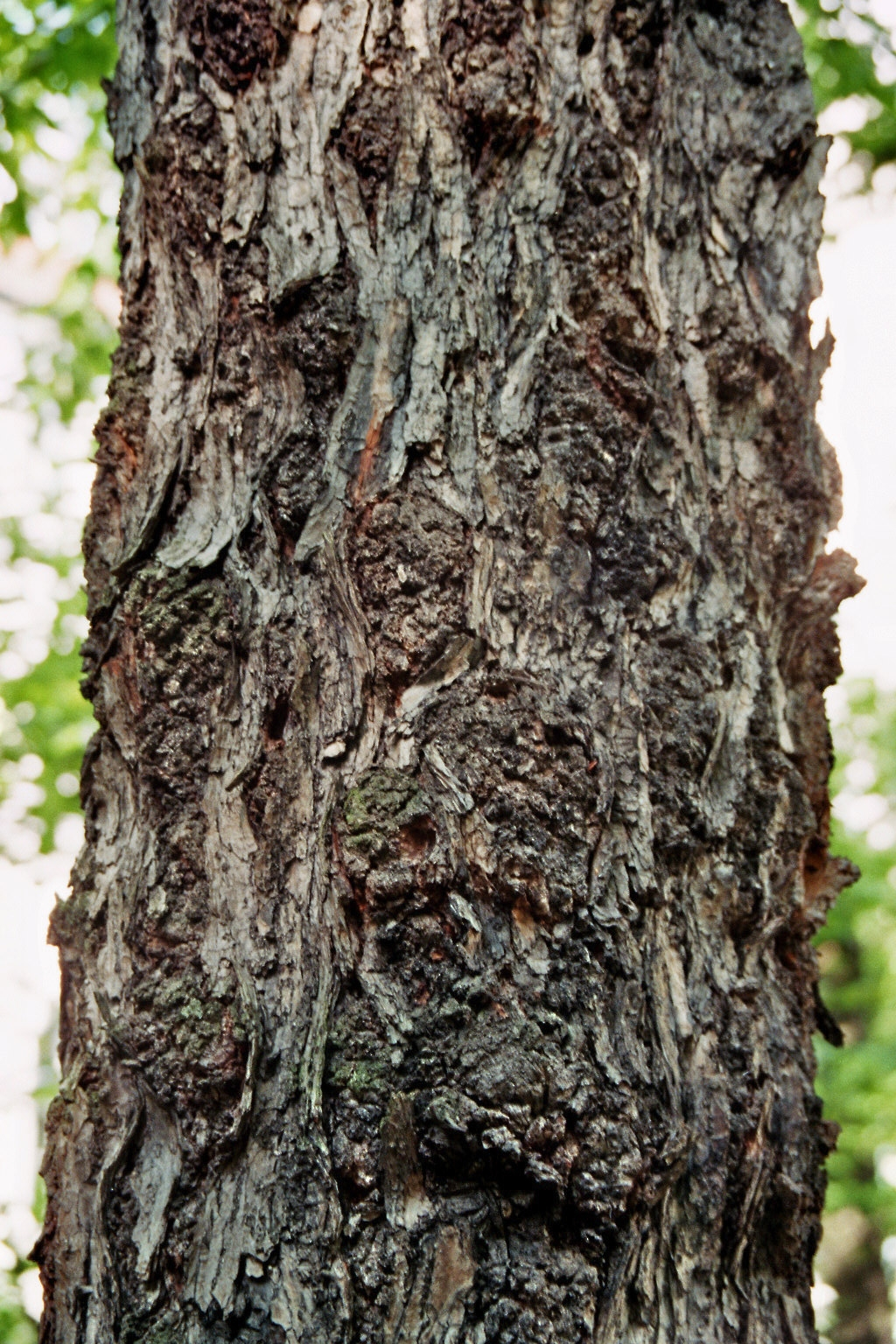